# Kemulariella abchasica
Kemulariella abchasica là một loài thực vật có hoa trong họ Cúc. Loài này được (Kem.-Nath.) Tamamsch. mô tả khoa học đầu tiên năm 1959.